# Estación Santuario Mártires de Cristo Rey
Santuario Mártires de Cristo Rey es la décimo-novena estación de la Línea 1 del Tren Ligero de Guadalajara en sentido norte a sur, y la segunda en sentido opuesto; es además una de las estaciones que integran el tramo superficial sur que corre a lo largo de la Av. Cristóbal Colón.
Debe su nombre al Santuario de los Mártires construido en la cima del Cerro del Tesoro cercano a la estación. Su logotipo es una imagen estilizada del polémico templo con su cúpula monumental remarcada por una cruz.
Presta servicio a las colonias Nueva España, Balcones de Santa María y Fraccionamiento Cerro del Tesoro.

## Historia

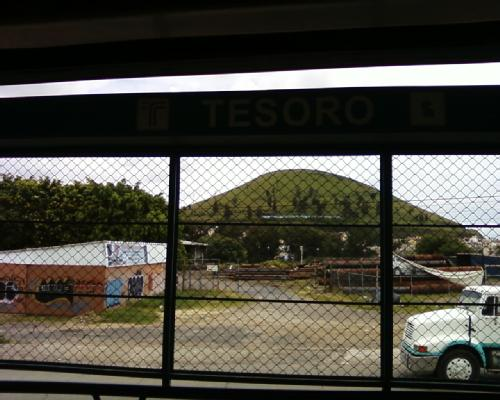
Estación del Tesoro antes de ser renombrada.

El nombre original de la estación fue Estación Tesoro por su proximidad al cruce de la Avenida del Tesoro que conduce al cerro homónimo. El cambio de nombre lo hizo el Gobierno de Jalisco en el sexenio 2007-2013 por influencia de la Arquidiócesis de Guadalajara y para alentar el "turismo religioso" hacia el Santuario en honor a los Mártires Mexicanos. Su logotipo original era la imagen de un cofre con monedas, representando un tesoro.

## Puntos de interés

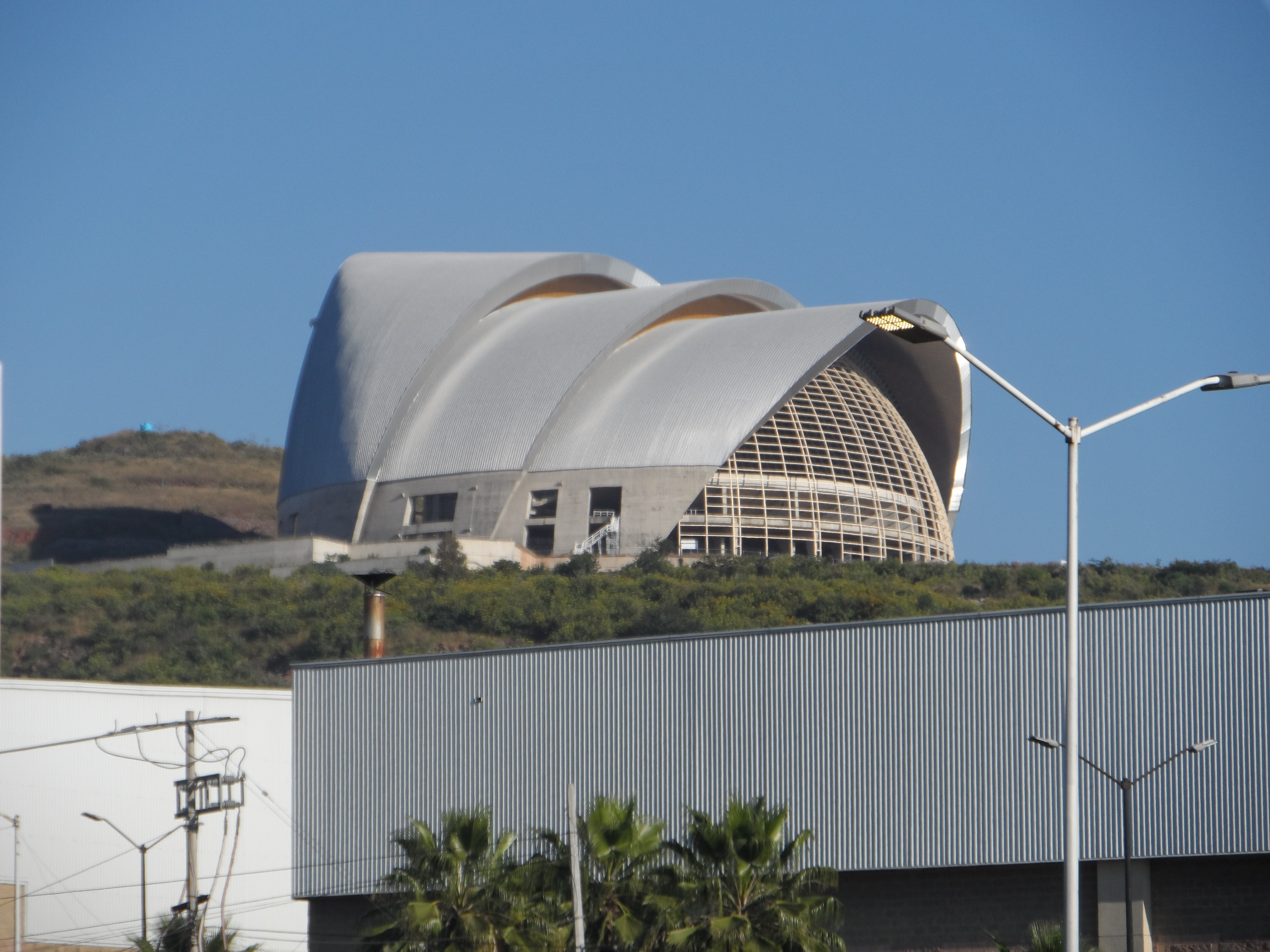
Santuario de los Mártires Mexicanos de Guadalajara, sobre el Cerro del Tesoro.

- Santuario de los Mártires Mexicanos (en construcción).
- Cerro del Tesoro, en el costado poniente de la avenida Colón
- Cerro de Santa María, en el costado oriente de la avenida Colón